# Collette Wolfe
Collette Wolfe, née le 4 avril 1980 à Riverside (Californie), est une actrice américaine.
Elle a fait des débuts avec The Foot Fist Way en 2006. On la voit ensuite dans Observe and Report en 2009. Elle a eu un rôle récurrent dans la série Cougar Town.

## Biographie
Elle a grandi dans le comté de King George, en Virginie, où elle a été diplômée de la King George High School. Plus tard, elle a obtenu un diplôme à Virginia Tech.
Elle est mariée au réalisateur Jody Hill.

## Filmographie
- 2006 : The Foot Fist Way : Denise
- 2007 : Great World of Sound : employée de l'aéroport
- 2007 : The Wager : Reporter #4
- 2008 : Semi-pro : Melinda
- 2008 : Quatre Noël : Cindy
- 2009 : 17 ans encore : Wendy
- 2009 : Observe and Report : Nell
- 2009 : Reaper : Olivia
- 2010 : La Machine à démonter le temps : Kelly
- 2010 : 100 Questions (série télévisée) : Jill
- 2010 : How I Met Your Mother (série télévisée) : Sarah (Saison 5, épisode 19)
- 2010 : Cougar Town (série télévisée) : Kirsten (8 épisodes)
- 2011 : Traffic Light (série télévisée) : Michelle (Saison 1, épisode 3)
- 2011 : Young Adult : Sandra Freehauf
- 2011 : Lovelives (TV) : Holly
- 2013 : Les Trois Crimes de West Memphis (Devil's Knot) d'Atom Egoyan : Gloria Shettles
- 2013 : The Office (série télévisée) : Alice (Saison 9, épisode 16)
- 2014 : Interstellar : Ms. Hanley
- 2015 : You're the Worst (série télévisée) : Dorothy Durwood (Saison 2)
- 2015 : A Beautiful Now : Ella
- 2018 : Grey’s Anatomy : Karin Taylor